# 中畑站 (廣島縣)
中畑站（日语：／ Nakahata eki */?）是位於廣島縣府中市河佐町中畑，西日本旅客鐵道（JR西日本）的福鹽線車站。

## 歷史
- 1963年（昭和38年）10月1日 - 福鹽線下川邊至河佐之間新設此站。
- 1987年（昭和62年）4月1日 - 伴隨國鐵分割民營化，車站由西日本旅客鐵道（JR西日本）營運。

## 車站構造
車站是一座地面車站，設有1面1線的單式月台。前往三次方向的列車會開啟右邊車門。此站是由三次鐵道部管理的無人車站。月台靠近三次一方設有出入口。此站沒有自動售票機。車站出入口旁設有廁所。

## 利用狀況
以下為近年1日平均乘車人次列表
| 年度               | 1日平均 乘車人次 |
| ------------------ | ---------------- |
| 1996年（平成08年） | 40               |
| 1997年（平成09年） | 32               |
| 1998年（平成10年） | 24               |
| 1999年（平成11年） | 18               |
| 2000年（平成12年） | 18               |
| 2001年（平成13年） | 17               |
| 2002年（平成14年） | 13               |
| 2003年（平成15年） | 9                |
| 2004年（平成16年） | 9                |
| 2005年（平成17年） | 10               |
| 2006年（平成18年） | 13               |
| 2007年（平成19年） | 14               |
| 2008年（平成20年） | 10               |
| 2009年（平成21年） | 4                |
| 2010年（平成22年） | 3                |
| 2011年（平成23年） | 2                |
| 2012年（平成24年） | 1                |
| 2013年（平成25年） | 0                |
| 2014年（平成26年） | 0                |
| 2015年（平成27年） | 1                |
| 2016年（平成28年） | 3                |
| 2017年（平成29年） | 3                |
| 2018年（平成30年） | 2                |
| 2019年（令和元年） | 1                |

## 車站周邊
- 廣島縣道24號府中上下線（日语：広島県道24号府中上下線）
- 中國巴士（日语：中国バス）河佐安藤巴士站

## 相鄰車站
西日本旅客鐵道（JR西日本）
 福鹽線
下川邊－中畑－河佐

## 注腳
1. ↑  府中市統計要覧

## 外部連結
- 中畑｜車站資訊：JR出門網 - 西日本旅客鐵道（日語）